# Юніон (округ Пірс, Вісконсин)
Юніон (англ. Union) — місто (англ. town) в США, в окрузі Пієрс штату Вісконсин. Населення — 602 особи (2020).

## Демографія
Згідно з переписом 2010 року, у місті мешкало 609 осіб у 231 домогосподарстві у складі 171 родини. Було 244 помешкання
Расовий склад населення:
| - 98,7 % — білих - 0,8 % — чорних або афроамериканців - 0,2 % — корінних американців |

До двох чи більше рас належало 0,3 %. Частка іспаномовних становила 1,3 % від усіх жителів.
За віковим діапазоном населення розподілялося таким чином: 25,3 % — особи молодші 18 років, 62,4 % — особи у віці 18—64 років, 12,3 % — особи у віці 65 років та старші. Медіана віку мешканця становила 40,1 року. На 100 осіб жіночої статі у місті припадало 113,7 чоловіків;  на 100 жінок у віці від 18 років та старших — 117,7 чоловіків також старших 18 років.
Середній дохід на одне домашнє господарство  становив 75 163 долари США (медіана — 65 000), а середній дохід на одну сім'ю — 83 922 долари (медіана — 80 833). Медіана доходів становила 53 047 доларів для чоловіків та 34 375 доларів для жінок. За межею бідності перебувало 6,2 % осіб, у тому числі 7,3 % дітей у віці до 18 років та 11,1 % осіб у віці 65 років та старших.
Цивільне працевлаштоване населення становило 340 осіб. Основні галузі зайнятості: освіта, охорона здоров'я та соціальна допомога — 17,6 %, виробництво — 16,2 %, сільське господарство, лісництво, риболовля — 16,2 %.